# Дава, Джойским
Джойски́м Орелье́н Дава́ Чаконте́ (фр. Joyskim Aurélien Dawa Tchakonte; 6 апреля 1996, Коломб) — камерунский футболист, защитник клуба «Стяуа». Выступал за сборную Камеруна.

## Биография
Джойским родился во Франции. Выступал за молодёжные клубы «Авранш», «Монако» и «Жил Висенте». В феврале 2018 года подписал контракт с клубом «Мариуполь». Дебют в чемпионате Украины состоялся 4 марта 2018 года в матче против донецкого «Олимпика» (1:0).
С 2018 года выступает за сборную Камеруна. Участник финального турнира Кубка африканских наций 2019 года (1 матч).